# محمد خان الكرماني
محمد بن كريم خان الكرماني (1263 هـ - 1324 هـ). هو رجل دين شيعي إيراني، وهو المرجع الثاني الشيخيَّة الكرمانيَّة بعد أبيه كريم خان الكرماني، وكان لكريم خان الكرماني ثمانيُّة أولاد، وأكبرهم هو رحيم خان، ولكنَّ الشيخية بعد وفاة الوالد التفُّوا حول محمد خان بوصيِّة منه، غير أن بعض الأتباع رفضوا الانصياع لمحمد وآثروا اتّباع أخيه الأكبر رحيم خان فظلَّ الشيخيَّ الكرمانيَّة متفرِّقون إلى أن تُوفيَّ رحيم خان فتوحَّد الشيخيَّة (الكرمانيَّة) مرَّة أخرى بزعامة محمد خان الكرماني.
كانت ولادة محمد خان الكرماني في التاسع عشر من شهر محرَّم 1263 هـ بمدينة كرمان، وبها تعلَّم العلوم الدينيَّة على يد والده كريم خان وغيره من رجال الدين، ونال من أبيه ومن غيره من علماء الشيعة بعض الإجازات، ومن هؤلاء علي البحراني، وحسين الكنجوي، وجعفر البرغاني، وغيرهم.

## خروجه من كرمان ووفاته
تعرَّض الكرماني لمضايقات من العوَّام ممن كانوا خصوماً للشيخيَّة، تعدَّت في بعض الأحيان إلى الهجوم على داره مما حدا به للخروج والهجرة من كرمان، فلمَّا وصل إلى باغين همَّ والي كرمان وبعض أهاليها بإرجاعه بعد الاعتذار منه، فرجع برهة من الزمن إلى كرمان إلَّا أنه «رغب أن يرتاح بعض الشيء» فخرج إلى لنگر [الفارسية]، وهي قريَّة من توابع كرمان تقع على الجنوب منها، وتوفي في لنگر في العشرين من محرَّم 1324 هـ.

## مؤلفاته
ترك الكرماني تراثاً ضخماً من الرسائل والكتب فكان مجموع ما تركه وفقاً لما أحصاه أبو القاسم الإبراهيمي؛ مئة وثمانون رسالة، واثنتا فائدة، وخمس مراسلات، وألف وخمسمئة وأحد عشر درساً، وألف وخمسمئة وأربعة وعشرين موعظة، وبلغ مجموع كل ذلك مئتين وخمس مجلَّدات. وذكر آغا بزرگ الطهراني عدداً كبيراً منها في موسوعته الذريعة إلى تصانيف الشيعة، ومن تلك المؤلَّفات:
| - الكتاب المبين. في مجلَّدين. - هداية المسترشد. ردَّ في هذا الكتاب على كتاب هدية النملة إلى مرجع الملة الذي كتبه محمد رضا الهمداني في الردِّ على الشيخيَّة، وقد ذكر آغا بزرگ الطهراني هذا الكتاب بعنوان هداية المسترشدين. وقد ردَّ الهمداني على الهداية بكتابٍ آخر أسماه المكواة المكية. | - مصباح السالكين. فارسي في السلوك، رتَّبه على مقدَّمة وثلاث مطالب وخاتمة. - ينابيع الحكمة. - علل الأحكام. - ناصريه. ذكر الطهراني أنَّ الكتاب فارسي، وأنَّه في المعاد الجسماني والروحاني. |